# Esquimalt-Metchosin (circonscription britanno-colombienne)
Pour les articles homonymes, voir Esquimalt (homonymie).
Circonscription électorale provinciale du Canada
Esquimalt-Metchosin est une ancienne circonscription provinciale de la Colombie-Britannique représentée à l'Assemblée législative de la Colombie-Britannique de 1991 à 2024.

## Géographie
La circonscription était située sur l'île de Vancouver à l'ouest de la ville de Victoria.
En 2020, les principales villes qui forme la circonscription sont:
- Esquimalt
- View Royal
- Colwood
- Metchosin

## Liste des députés
| Législature                                                            | Années                                                             | Député                                                             | Député                                                             | Parti                                                              |
| Esquimalt-Metchosin Circonscription issue d'Esquimalt-Port Renfrew     | Esquimalt-Metchosin Circonscription issue d'Esquimalt-Port Renfrew | Esquimalt-Metchosin Circonscription issue d'Esquimalt-Port Renfrew | Esquimalt-Metchosin Circonscription issue d'Esquimalt-Port Renfrew | Esquimalt-Metchosin Circonscription issue d'Esquimalt-Port Renfrew |
| ---------------------------------------------------------------------- | ------------------------------------------------------------------ | ------------------------------------------------------------------ | ------------------------------------------------------------------ | ------------------------------------------------------------------ |
| 35e                                                                    | 1991–1996                                                          |                                                                    | Moe Sihota (en)                                                    | Néo-démocrate                                                      |
| 36e                                                                    | 1996–2001                                                          |                                                                    | Moe Sihota (en)                                                    | Néo-démocrate                                                      |
| 37e                                                                    | 2001–2005                                                          |                                                                    | Arnie Hamilton                                                     | Libéral                                                            |
| 38e                                                                    | 2005–2009                                                          |                                                                    | Maurine Karagianis (en)                                            | Néo-démocrate                                                      |
| Esquimalt-Royal Roads                                                  |                                                                    |                                                                    |                                                                    |                                                                    |
| 39e                                                                    | 2009–2013                                                          |                                                                    | Maurine Karagianis (en)                                            | Néo-démocrate                                                      |
| 40e                                                                    | 2013–2017                                                          |                                                                    | Maurine Karagianis (en)                                            | Néo-démocrate                                                      |
| Esquimalt-Metchosin                                                    |                                                                    |                                                                    |                                                                    |                                                                    |
| 41e                                                                    | 2017–2020                                                          |                                                                    | Mitzi Dean (en)                                                    | Néo-démocrate                                                      |
| 42e                                                                    | 2020–2024                                                          |                                                                    | Mitzi Dean (en)                                                    | Néo-démocrate                                                      |
| Circonscription abolie, voir Malahat-Juan de Fuca et Esquimalt-Colwood |                                                                    |                                                                    |                                                                    |                                                                    |